# Macedonio Graz
Macedonio Graz fue un destacado político de la provincia argentina de Jujuy, legislador provincial y nacional en varias portunidades, gobernador interino de su provincia natal y fundador del primer periódico de la provincia.

## Biografía
Macedonio Graz nació en San Salvador de Jujuy el 22 de marzo de 1826, hijo de Gabriel Graz y de Fortunata Zegada Gorriti. 
Pasó a la Universidad de Sucre con el objetivo de consagrarse sacerdote pero se decidió finalmente por la carrera de abogado, recibiéndose de Doctor en ambos Derechos en 1848. En sus estudios y formación espiritual influyó durante toda su vida su tío Escolástico Zegada.
El 6 de marzo de 1852 fue nombrado ministro general por el gobernador doctor José Benito de la Bárcena. En el ejercicio del cargo, que mantuvo hasta el 29 de mayo de 1852, le correspondió informar a la Legislatura acerca de la sentencia del tribunal provincial contra el exgobernador José Mariano Iturbe, quien pedía se conmutara la pena de muerte por la de destierro en el Brasil.
Electo diputado ante la Legislatura provincial en representación del departamento de Cochinoca y vicepresidente primero de la 12º Legislatura, se hizo cargo del gobierno de la Provincia interinamente hasta que la Legislatura nombrara al que debía ejercerlo en propiedad, siendo designando al día siguiente por unanimidad Roque Alvarado.
En 1854 fue elegido representante ante la Legislatura por el departamento de Tumbaya   pero sancionada la Constitución Argentina de 1853 resultó elegido diputado ante el Congreso de la Confederación Argentina reunido en la ciudad de Paraná.
Un año después retomaba su banca actuando como presidente de la 15º Legislatura desde el 10 de diciembre de 1855 al 26 de febrero de 1856.
Ese año fue elegido representante por el departamento Capital. También junto a Zegada introdujo la primera imprenta de la provincia y fundando una sociedad denominada Graz y Cía publicó el primer periódico de la provincia, El Orden, cuya primera edición fue publicada el 6 de septiembre de 1856, utilizando a esos efectos su misma casa ubicada en la calle Sarmiento N.º 236, frente a la Plaza Belgrano, razón por la cual la calle sería conocida como "de la Imprenta".
En 1857 al producirse un serio conflicto entre la Legislatura y el gobernador Roque Alvarado, Graz asumió la defensa de la institución tanto desde su banca como desde su periódico, uno de cuyos artículos le valió ser arrestado en septiembre de 1857 y deportado a Paraná, retornando a la provincia en 1858 para ser nuevamente electo diputado nacional.
Tras ser electo a la Legislatura por el Departamento de Humahuaca, el 4 de febrero de 1861 fue designado vicepresidente del Cuerpo de Ministros por el gobernador Pedro José Portal, cargo que mantuvo hasta 1862 cuando fue nuevamente electo Diputado Nacional. 
Al organizarse los tribunales federales en 1863 se lo designó primer Juez Federal de Jujuy, cargo que mantendría hasta su muerte.
Fue fundador y profesor del Colegio de la Libertad (1852-1857) y al ser creado el 9 de julio de 1869 el Colegio Nacional fue nombrado profesor de la institución, siendo responsable junto al rector del establecimiento José Benito Bárcena de la creación de su biblioteca, primera biblioteca pública de Jujuy. 
Falleció en su nueva casa en la calle La Madrid esquina Güemes el 26 de marzo de 1873, siendo sepultado en la Iglesia Catedral.
A su muerte dejó una importante colección de documentos históricos, que fueron utilizados por su sobrino el doctor Joaquín Carrillo para redactar su Historia Civil de Jujui.
Estaba casado con Filomena Padilla Bárcena.
Fue su hermano el sacerdote Melitón Graz Zegada.
Su casa es hoy un museo y centro cultural. Lleva su nombre una calle y una escuela de San Salvador de Jujuy.